# Antoni Paciorek
Antoni Paciorek (ur. 24 grudnia 1945 w Trzcianie) – polski duchowny katolicki, biblista, tłumacz Pisma Świętego, profesor Katolickiego Uniwersytetu Lubelskiego.

## Życiorys
Pochodzi z parafii św. Małgorzaty w Trzcianie. W 1963 roku wstąpił do Wyższego Seminarium Duchownego w Tarnowie. Święcenia kapłańskie przyjął 25 maja 1969 roku. Po święceniach pracował do 1971 r. w parafii św. Jakuba w Tuchowie oraz w parafii Wniebowzięcia NMP w Krynicy-Zdroju. Następnie rozpoczął studia na Katolickim Uniwersytecie Lubelskim, zakończone magisterium z filologii klasycznej w 1974 r. i doktoratem z teologii uzyskanym na podstawie obrony rozprawy Historyczne i literackie problemy obietnicy prymatu (Mt 16,17–19) w świetle metody historii redakcji napisanym pod kierunkiem Hugolina Langkammera (1975). W latach 1975–1977 studiował w Papieskim Instytucie Biblijnym i obronił tam licencjat nauk biblijnych. W 1978 r. został wykładowcą Wyższego Seminarium Duchownego w Tarnowie, w latach 1978–1983 był równocześnie prefektem seminarium.
W 1996 r. otrzymał na KUL-u stopień doktora habilitowanego na podstawie pracy Człowiek bez Chrystusa w soteriologii Listu św. Pawła do Rzymian i w tym samym roku został zatrudniony na tej uczelni jako kierownik Katedry Egzegezy Ksiąg Narracyjnych Nowego Testamentu. W 1999 r. mianowany profesorem nadzwyczajnym, w 2002 r. otrzymał tytuł profesora nauk teologicznych. Od 1996 r. jest konsultorem Sekcji Nauk Biblijnych Komisji Nauki Wiary Episkopatu Polski. Do 2001 r. pełnił funkcję cenzora do oceny ksiąg treści religijnej w diecezji tarnowskiej. W 2006 r. otrzymał godność Kapelana Jego Świątobliwości. W roku 2012 przeszedł na emeryturę.
Jest jednym z tłumaczy Biblii Paulistów. Dla Biblii lubelskiej przetłumaczył Ewangelię św. Jana (2000), List do Kolosan (2002 – wspólnie z Antonim Troniną) i List do Hebrajczyków (1998). Jest pomysłodawcą i redaktorem naczelnym serii Nowy Komentarz Biblijny (wyd. Edycja Świętego Pawła), dla której przetłumaczył i opatrzył komentarzem Ewangelię św. Mateusza (wyd. w dwóch tomach, 2005, 2008) oraz Drugi List do Koryntian (wyd. 2017).  Komentarz do Ewangelii św. Mateusza wydał także w serii Podręczny komentarz biblijny (wyd. Biblos, w dwóch tomach – 2009). Jest także inicjatorem, współredaktorem i współautorem serii biblijno-liturgicznej Biblia w liturgii Mszy Świętej (osiem tomów) oraz Biblii Ojców (jest w niej autorem tłumaczenia pierwszego i drugiego tomu). Obie serie wydawane są przez Edycję Świętego Pawła (Częstochowa). Był także inicjatorem i przez kilka lat redaktorem naczelnym i wydawcą serii biblijno-liturgicznej Scripturae Lumen (wyd. Biblos).

## Publikacje
- Arystoteles Położenia i nazwy wiatrów, w: Pisma różne (1978) w serii Biblioteka Klasyków Filozofii
- Arystoteles Meteorologika. O świecie (1982) – przekład, wstęp i komentarz – w serii Biblioteka Klasyków Filozofii
- Umocnieni słowem. Czytania liturgii godzin, t. I-IV (1986–1989)
- Jak rosy kropla. Karolina Kózkówna – męczennica w obronie czystości (1987, wyd. II – 1995)
- Hans Waldenfels O Bogu, Jezusie Chrystusie i Kościele – dzisiaj. Teologia fundamentalna w kontekście czasów obecnych (1993) – tłumaczenie
- Wstęp ogólny do Pisma Świętego (1994)
- Biblia dla każdego i na każdy dzień. Stary Testament (1995)
- Człowiek bez Chrystusa w soteriologii Listu Św. Pawła do Rzymian (1995)
- Carlo Maria Martini Życie Mojżesza, życie Jezusa, paschalne życie chrześcijanina (1995) – tłumaczenie
- Paweł Apostoł – Pisma, t. 1 i 2 (wyd. 1995–1996)
- Ewangelia umiłowanego ucznia (2000)
- Ewangelie synoptyczne. 1, Wprowadzenie ogólne (2001)
- Elementy składniowe biblijnego języka greckiego (2001) – opracowanie na podstawie Graecitas biblica Maxa Zerwicka
- Q – Ewangelia Galilejska (2001)
- Ewangelie synoptyczne. 2, Ewangelia według św. Mateusza (2002)
- Ewangelie synoptyczne. 3, Ewangelia według św. Marka (2003)
- Gdy Jezus narodził się w Betlejem...Ewangelia Dzieciństwa z komentarzem teologiczno-biblijnym i ikonograficznym (2005) – komentarz teologiczno-biblijny
- Ewangelia według św. Mateusza. Rozdziały 1-13 (Nowy Komentarz Biblijny. Nowy Testament I/1, Częstochowa: Edycja Świętego Pawła 2005)
- Słońce wśród chmur. Ksiądz redaktor Józef Paciorek, męczennik Oświęcimia (2006)
- Męka Pana naszego Jezusa Chrystusa według św. Mateusza; z komentarzem teologiczno-biblijnym i ikonograficznym (2007) – komentarz teologiczno-biblijny
- Ewangelia według św.Mateusza. Rozdziały 14-28 (Nowy Komentarz Biblijny. Nowy Testament I/2, Częstochowa: Edycja Świętego Pawła 2009)
- Tobie mówię, wstań! Cuda Jezusa w Ewangeliach; z komentarzem teologiczno-biblijnym i ikonograficznym (2009) – komentarz teologiczno-biblijny
- Ewangelia według św. Mateusza. Rozdziały 1-13 (Praktyczny Komentarz Biblijny; Tarnów: Biblos 2009)
- Ewangelia według św.Mateusza. Rozdziały 14-28 (Praktyczny Komentrz Biblijny; Tarnów: Biblos 2009)
- Pan rzeczywiście zmartwychwstał! Nowotestamentalne orędzie o zmartwychwstaniu Jezusa: z komentarzem teologiczno-biblijnym i ikonograficznym (2010) – komentarz teologiczno-biblijny
- Wyrocznie Sybilli (2010) – tłumaczenie
- Kim On jest? Pytania o Jezusa z Nazaretu (2013)
- Przypowieści Jezusa. Wprowadzenie i objaśnienie (2013)
- Jezus z Nazaretu. Czasy i wydarzenia (2015)
- 2 List do Koryntian (Nowy Komentarz Biblijny. Nowy Testament VIII) (2017)
- Jan Chryzostom, Homilie do Drugiego Listu św. Pawła do Koryntian (2019) – tłumaczenie